# Sonata per a flauta dolça en do major (HWV 365)
La Sonata per a flauta dolça en do major (HWV 365) fou composta per Georg Friedrich Händel, probablement abans 1712. Està escrita per a flauta dolça i teclat (clavicèmbal). L'obra també es coneix com a Opus 1 núm. 7. Altres catàlegs de música de Händel la referencien com a HG xxvii,15; i HHA iv/3,33.

## Publicació
Fou publicada el 1726 (o poc després), en una col·lecció de dotze sonates amb el títol Sonates pour un Traversiere un Violon ou Hautbois Con Basso Continuo Composées par G. F. Handel. L'editor es creia que era Jeanne Roger d'Amsterdam, però actualment s'ha demostrat que va ser una falsificació de l'editor de Londres, John Walsh. Walsh reedità aquesta sonata el 1731 o 1732 ja sota el seu propi segell en una col·lecció similar, que contenia deu de les sonates més primerenques i dues de noves, amb el nou títol de Solos for a German Flute a Hoboy or Violin With a Thorough Bass for the Harpsichord or Bass Violin Compos'd by Mr. Handel.
Tant la primera edició (falsificació de Roger), com les de Walsh i Chrysander (basada en les dues anteriors) indiquen que està escrita per a flauta dolça ("flauto"), i la van publicar com a Sonata VII, tot i que en el manuscrit autògraf falta la pàgina de títol. Aquest autògraf és una còpia probablement de 1712, però un manuscrit més fiable detalla la instrumentació en italià: "flauto e cembalo", exactament com en les còpies autògrafes de les sonates en sol menor, en la menor, i fa major.

## Moviments
La sonata consta de cinc moviments:
| Núm. | Tipus               | Tonalitat | Mètrica | Compassos | Notes                                                                      |
| ---- | ------------------- | --------- | ------- | --------- | -------------------------------------------------------------------------- |
| 1    | Larghetto           | Do major  | 4/4     | 24        | Acaba amb un adagio d'un compàs en sol major                               |
| 2    | Allegro             | Do major  | 3/8     | 132       |                                                                            |
| 3    | Larghetto           | La menor  | 3/4     | 43        | Acaba amb un acord en mi major.                                            |
| 4    | Un tempo di Gavotti | Do major  | 4/4     | 46        | Tres seccions (de 4, 8 i 34 compassos), cadascuna amb signes de repetició. |
| 5    | Allegro             | Do major  | 3/8     | 64        | Dues seccions (de 16 i 48 compassos), cadascuna amb signes de repetició.   |

(Els moviments no contenen signes de repetició llevat que s'indiqui. El nombre de compassos està agafat de l'edició de Chrysander, i és el nombre que apareix en el manuscrit, sense incloure signes de repetició.)
Tres d'aquests moviments estan relacionats amb altres obres de Händel:
- Händel també utilitza el segon moviment en l'obertura de l'òpera Scipione (1726)
- El tercer moviment és un revisió del tercer moviment de la Sonata per a oboè en fa major (HWV 363a) (1711–16)
- El cinquè moviment té relació amb el duet "Placa l'alma", de l'acte 1, escena 4 de l'òpera Alessandro, (1725–26)